# Craig Conroy
Craig Michael Conroy (* 4. September 1971 in Potsdam, New York) ist ein ehemaliger US-amerikanischer Eishockeyspieler und derzeitiger -funktionär, der im Verlauf seiner aktiven Karriere zwischen 1990 und 2011 unter anderem 1090 Spiele für die Canadiens de Montréal, St. Louis Blues, Calgary Flames und Los Angeles Kings in der National Hockey League auf der Position des Centers bestritten hat. Mit der Nationalmannschaft der Vereinigten Staaten nahm Conroy am World Cup of Hockey 2004 und den Olympischen Winterspielen 2006 in Turin teil. Seit Mai 2023 fungiert er als General Manager bei den Calgary Flames, bei denen er den Großteil seiner aktiven Karriere verbracht hatte.

## Karriere
Als Junior spielte er für die Clarkson University in der US-amerikanischen Collegeliga ECAC Hockey unter anderem mit Todd Marchant zusammen. Die Canadiens de Montréal wählten ihn im NHL Entry Draft 1990 in der sechsten Runde an 123. Position aus. Im Jahr 1994 holten die Canadiens ihn in ihr damaliges Farmteam, zu den Fredericton Canadiens in die American Hockey League.
In der Saison 1994/95 debütierte Conroy in der NHL und erzielte bei seinen sechs Einsätzen auch sein erstes Tor. Im kommenden Jahr durfte er noch sieben Spiele für die Canadiens bestreiten, doch kurz nach Beginn der Saison 1996/97 wurde er unter anderem gemeinsam mit Pierre Turgeon an die St. Louis Blues abgegeben. Dort wurde er nur noch kurz in der AHL bei den Worcester IceCats eingesetzt und schaffte den Durchbruch in der NHL. In seiner ersten vollständigen Spielzeit in St. Louis setzte er mit 43 Scorerpunkten vorerst eine neue Bestmarke. Dies brachte ihm auch eine Nominierung für die Frank J. Selke Trophy ein.
Gegen Ende der Saison 2000/01 wurde er im Tausch für Cory Stillman an die Calgary Flames abgegeben. Mit 73 Punkten in der Saison 2001/02 war er 2002 erneut Kandidat für die Frank J. Selke Trophy, da er als defensiv geprägter Angreifer zweitbester Scorer seines Teams war. Er wurde dort auch zum Mannschaftskapitän. Nach der Streiksaison wechselte er zu den Los Angeles Kings, doch nach eineinhalb Jahren kehrte er mit inzwischen 35 Jahren zu den Flames zurück. Nach nur 16 Punkten in den ersten 52 Spielen in LA, folgten 21 Punkte in 28 Spielen mit Calgary.
Am 4. Februar 2011 verkündete Conroy sein sofortiges Karriereende als aktiver Spieler. Anschließend war er bei den Flames zunächst bis Sommer 2014 als besonderer Berater des General Managers Brad Treliving tätig. Seither war er dessen vollwertiger Assistent und Vertreter, bis dieser die Organisation nach der Saison 2022/23 verließ und Conroy selbst zum „GM“ befördert wurde.

### International
Conroy vertrat das Team USA beim World Cup of Hockey 2004 und den Olympischen Winterspielen 2006 in Turin. Nachdem er beim World Cup of Hockey im Jahr 2004 zu zwei punktlosen Einsätzen gekommen war, stieg Conroy bei den Olympischen Winterspielen 2006 zum Stammspieler im Team USA auf und erzielte fünf Punkte in sechs Spielen.

## Erfolge und Auszeichnungen
| - 1991 Whitelaw-Cup-Gewinn mit der Clarkson University - 1993 Whitelaw-Cup-Gewinn mit der Clarkson University - 1994 ECAC First All-Star Team | - 1994 NCAA East First All-American Team - 1994 NCAA Final Four All-Tournament Team |

## Karrierestatistik

### International
Vertrat die USA bei:
- World Cup of Hockey 2004
- Olympischen Winterspielen 2006

(Legende zur Spielerstatistik: Sp oder GP = absolvierte Spiele; T oder G = erzielte Tore; V oder A = erzielte Assists; Pkt oder Pts = erzielte Scorerpunkte; SM oder PIM = erhaltene Strafminuten; +/− = Plus/Minus-Bilanz; PP = erzielte Überzahltore; SH = erzielte Unterzahltore; GW = erzielte Siegtore; 1 Play-downs/Relegation; Kursiv: Statistik nicht vollständig)